# Robert Friedrich Wilhelm Mertens
Robert Friedrich Wilhelm Mertens (Sint-Petersburg, 1 december 1894 - Frankfurt am Main, 23 augustus 1975) was een Duits bioloog, die vooral als herpetoloog bekend werd.

## Biografie
Mertens verliet Rusland in 1912 en studeerde medicijnen en natuurwetenschappen aan de universiteit van Leipzig, waar hij in 1915 doctoreerde. Hij diende in het Duitse leger tijdens de Eerste Wereldoorlog. In 1919 werd hij assistent aan het Naturmuseum Senckenberg in Frankfurt, en werd er in 1925 benoemd tot curator en in 1947 tot directeur. Hij ging in 1960 met pensioen als directeur emeritus.
Hij was van 1932 tot 1939 lector en vanaf 1939 hoogleraar aan de universiteit van Frankfurt.
Hij bezocht een dertigtal landen op zoek naar specimens. In 1913 ondernam hij zijn eerste reis naar Tunesië. In het begin van de jaren 1920 reisde hij naar Indonesië.
Hij werd in 1975 gebeten door een giftige slang uit het geslacht Thelotornis, die hij als huisdier hield. Er bestond nog geen tegengif voor deze soort en na 18 dagen overleed hij aan de gevolgen van de beet.
Mertens schreef bijna 800 wetenschappelijke artikels en 13 boeken. Hij beschreef vele nieuwe soorten reptielen. Van het geslacht Madagaskardaggekko's (Phelsuma) beschreef hij 20 nieuwe soorten en ondersoorten. Hij heeft ook een aantal soorten varanen beschreven, waaronder de dwergvaraan (Varanus storri).

## Eerbetoon
Hij wordt herdacht in de naam van verschillende reptielensoorten, waaronder de Mertens watervaraan (Varanus mertensi). Ook de floresdikstaartspitsmuis (Suncus mertensi) is naar hem vernoemd.